# Château du Tiercent
Le château du Tiercent est un édifice situé au Tiercent, dans le département français d'Ille-et-Vilaine, en région Bretagne.

## Localisation
Le château se trouve dans le bourg tout à l'est du territoire de la commune. Elle est entourée d'une forêt ; l’église Saint-Martin se trouve juste de l’autre côté de cette forêt.

## Histoire
L'édifice est inscrit aux monuments historiques depuis le 15 décembre 1926.

## Architecture

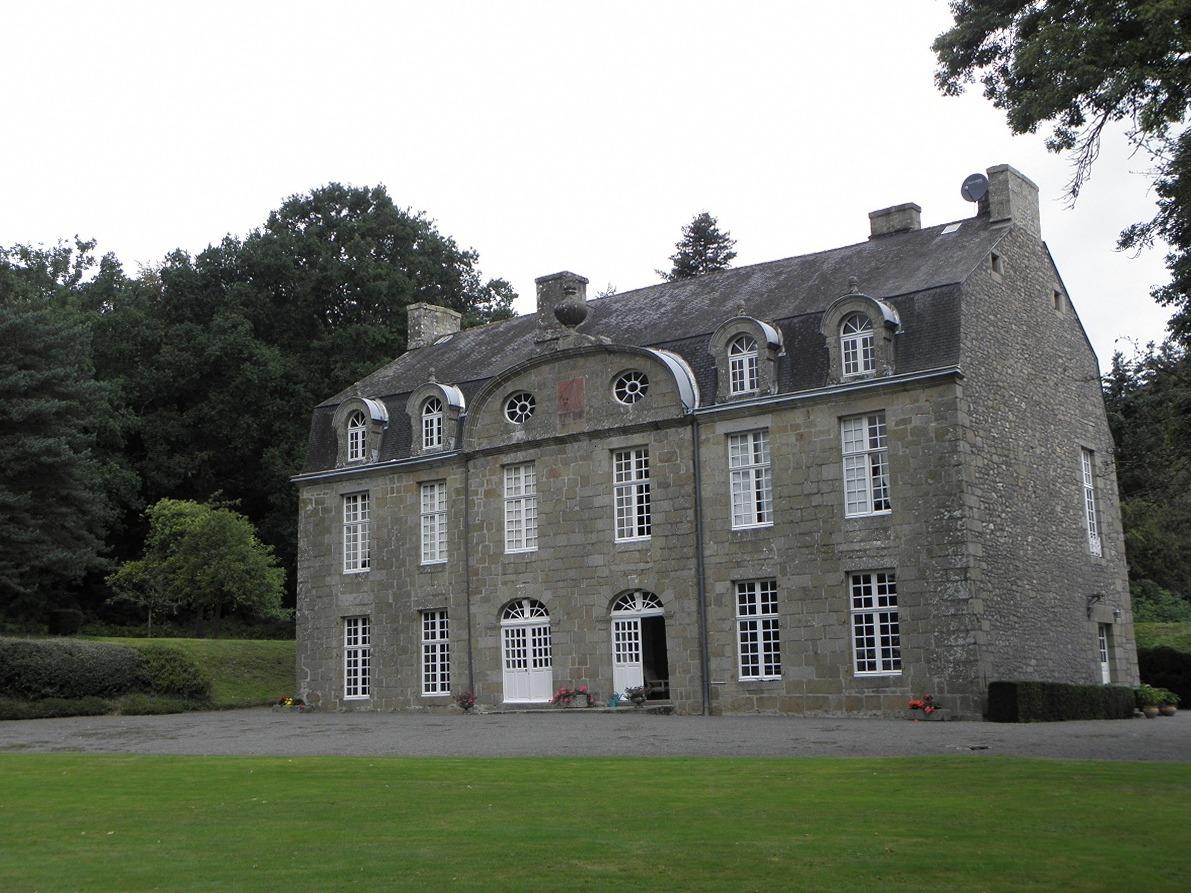
Nouveau château
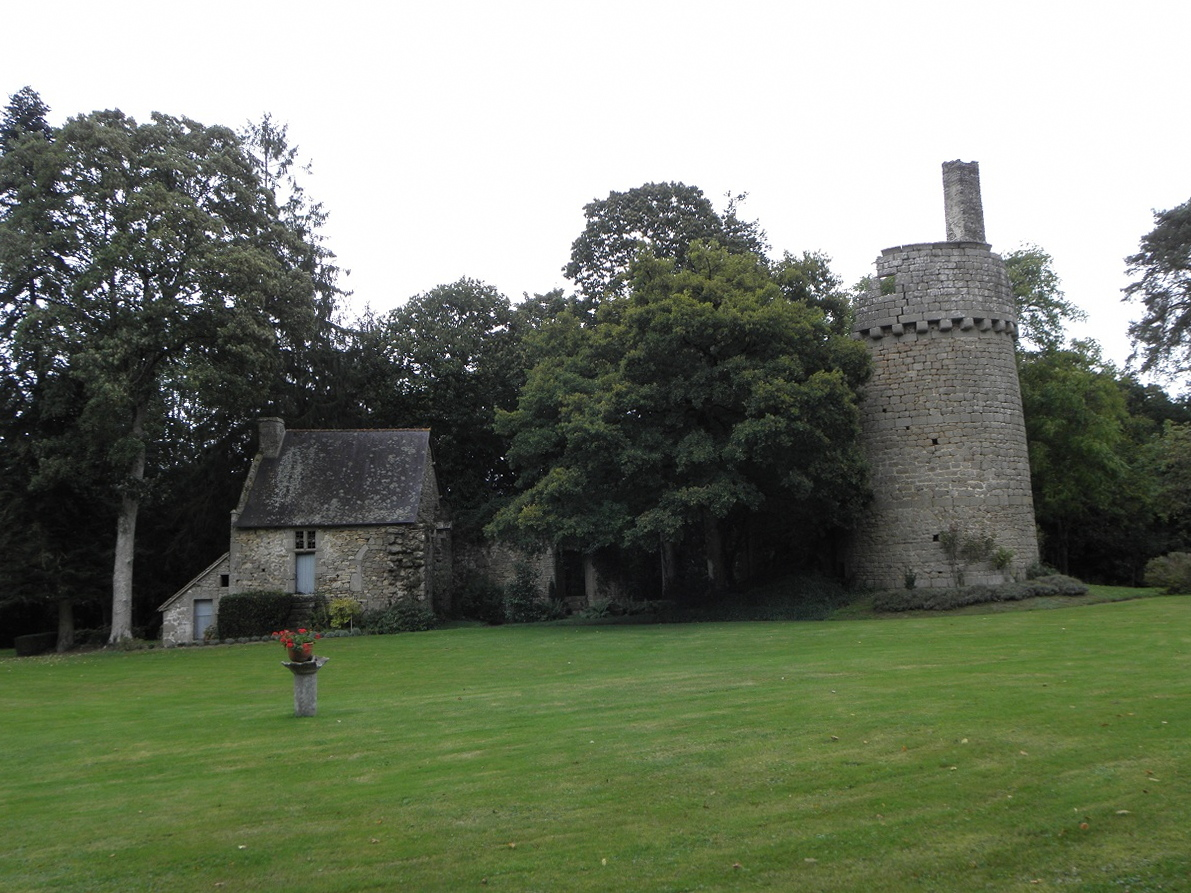
Ruines et donjon de l'ancien château
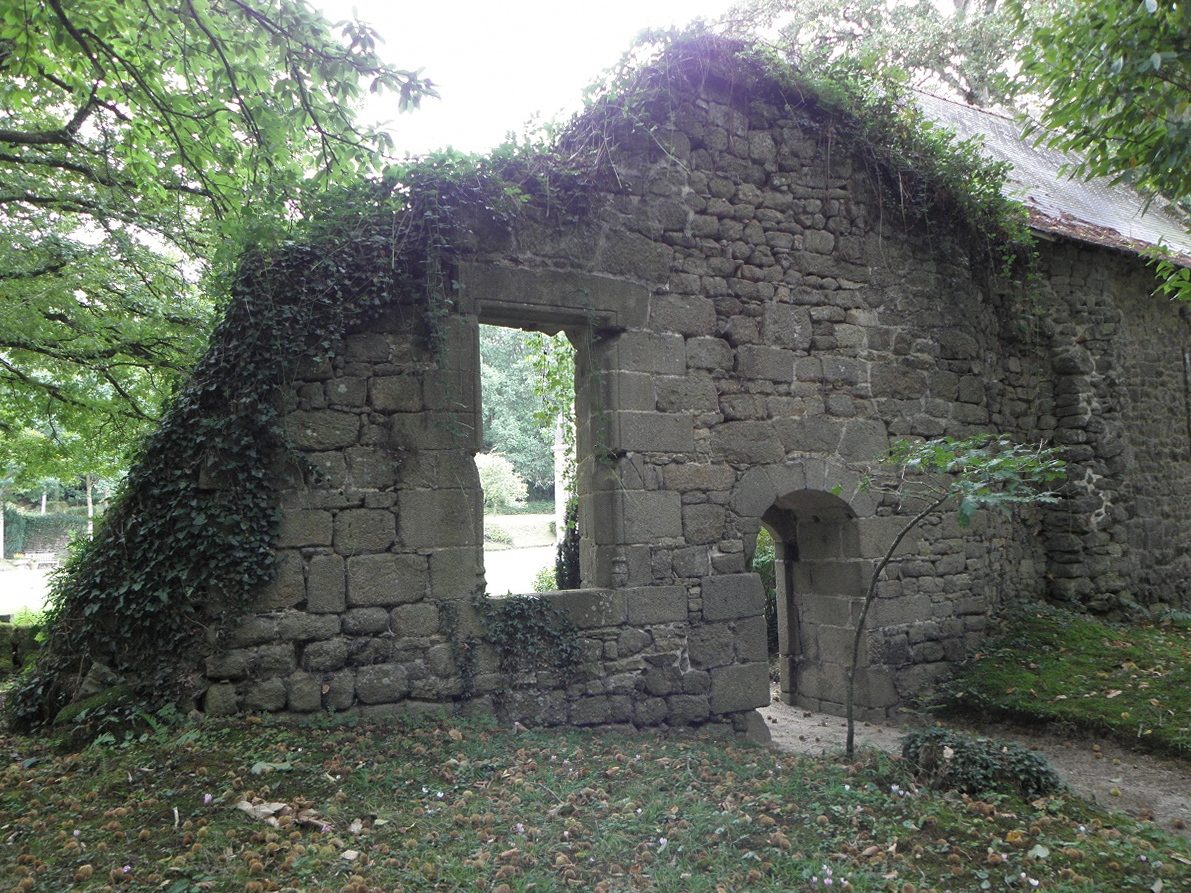
Ruine du logis de l'ancien château
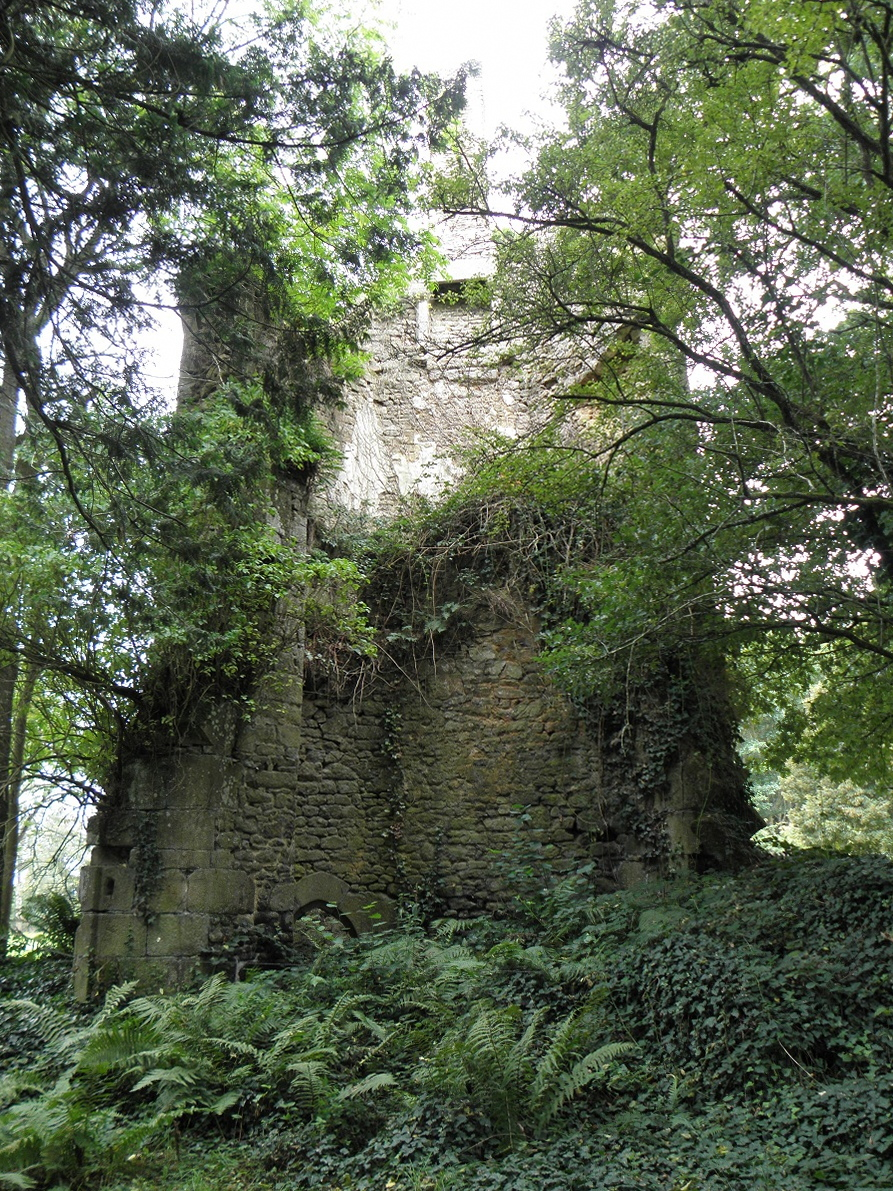
Intérieur de la tour ruinée